# Грове (Германия)
Грове (нем. Grove) — община в Германии, в земле Шлезвиг-Гольштейн.
Входит в состав района Герцогство Лауэнбург. Подчиняется управлению Шварценбек-Ланд. Население составляет 242 человека (на 31 декабря 2010 года). Занимает площадь 5,28 км².